# 63 Sagittarii
63 Sagittarii är en vit underjätte i stjärnbilden Skytten.
63 Sagittarii har visuell magnitud +5,69 och är synlig för blotta ögat vid god seeing. Den befinner sig på ett avstånd av ungefär 295 ljusår.